# Cystolepiota pseudogranulosa
Cystolepiota pseudogranulosa is een meercellige schimmel behorend tot de familie Agaricaceae. De wetenschappelijke naam van de soort werd in 1871 gepubliceerd door Miles Joseph Berkeley en Christopher Edmund Broome als Agaricus pseudogranulosus. In 1887 deelde Pier Andrea Saccardo de soort in bij het geslacht Lepiota en in 1986 plaatste Pegler de soort in het geslacht Cystolepiota.  